# 米子空港駅

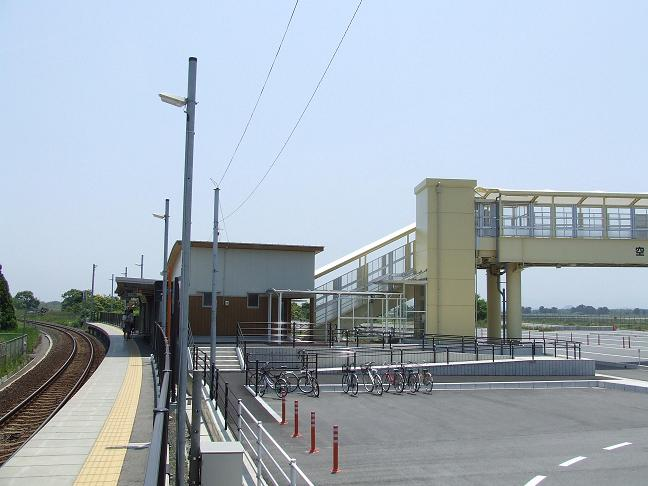
駅舎反対側と歩道橋の様子

米子空港駅（よなごくうこうえき）は、鳥取県境港市佐斐神町にある、西日本旅客鉄道（JR西日本）境線の駅である。妖怪の名前から取られた愛称はべとべとさん駅である。

## 歴史
境線開通に伴い大篠津駅（おおしのづえき）として開設された。後年の弓ケ浜駅、余子駅、和田浜駅が設置されるまで、大篠津村の村民は元より、和田村・崎津村・中浜村・富益村更に夜見村・彦名村・渡村の一部地域最寄駅であった。
大篠津が“基地・飛行場の町”になって行くのは、1943年（昭和18年）海軍航空隊美保基地（現：美保飛行場・米子空港）と予科練が出来てからである。当時、県内外を問わず、多くの人は「大篠津の飛行場」と呼んで、全国的に有名になり、終戦まで続いた。これは大篠津駅が人的、物的に飛行場直近の玄関口であったからである。
大篠津駅周辺や駅前通り沿いには以前は商店や民家、キャバレーまであり、終戦直後はそれなりに賑わっていたと言う。しかし、昭和50年代に美保飛行場滑走路付替え工事等で駅以外の建物は集団移転し、荒地となった。旧大篠津駅周辺はそれ故、防衛施設庁の管理地となっていた。移転直前期には駅周辺に人家は存在せず、2005年度（平成17年度）の1日当たり利用者数は4人だった。ただ美保基地で催される航空祭の時は、来場者利用で賑わいを見せることもあった。
美保基地の拡張工事に伴い、当駅は800m境港側の新線上に移転し、2008年（平成20年）6月15日に現駅名に改称した。それにより所在地も米子市から境港市となった。
なお「大篠津の駅名を残して欲しい」と言う住民の要望により、隣の御崎口駅が大篠津町駅と改称された。

### 年表
- 1902年（明治35年）11月1日：現在の境線に該当する路線開通に伴い、逓信省の大篠津駅（おおしのづえき）として開設[1]。
- 1909年（明治42年）10月12日：線路名称制定、境線所属となる。
- 1955年（昭和30年）1月14日：鳥取県米子市の美保基地を飛び立った無人機（無線操縦）が駅に墜落。駅にいた1名が重傷。
- 1974年（昭和49年）10月1日：貨物取扱廃止[1]。
- 1985年（昭和60年）3月14日：荷物扱い廃止[1]。
- 1987年（昭和62年）4月1日：国鉄分割民営化に伴い、JR西日本の駅となる[1]。
- 2008年（平成20年）
  - 3月15日：列車交換設備使用停止、その機能は隣の中浜駅へ移転。
  - 6月15日：米子空港滑走路延長工事に伴う新線切換時に800m境港側（所在地は境港市）に移転し、米子空港駅（よなごくうこうえき）に改称。
- 2009年（平成21年）4月：待合室及び当駅と米子空港ターミナルビルを結ぶ屋根付歩道が供用開始[3]。
- 2019年（平成31年）3月16日：車載型IC改札機により、ICカード「ICOCA」が利用可能となる。

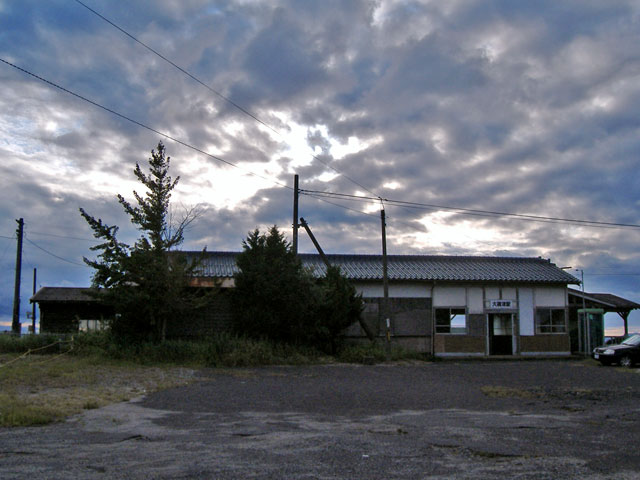
移転前の大篠津駅舎
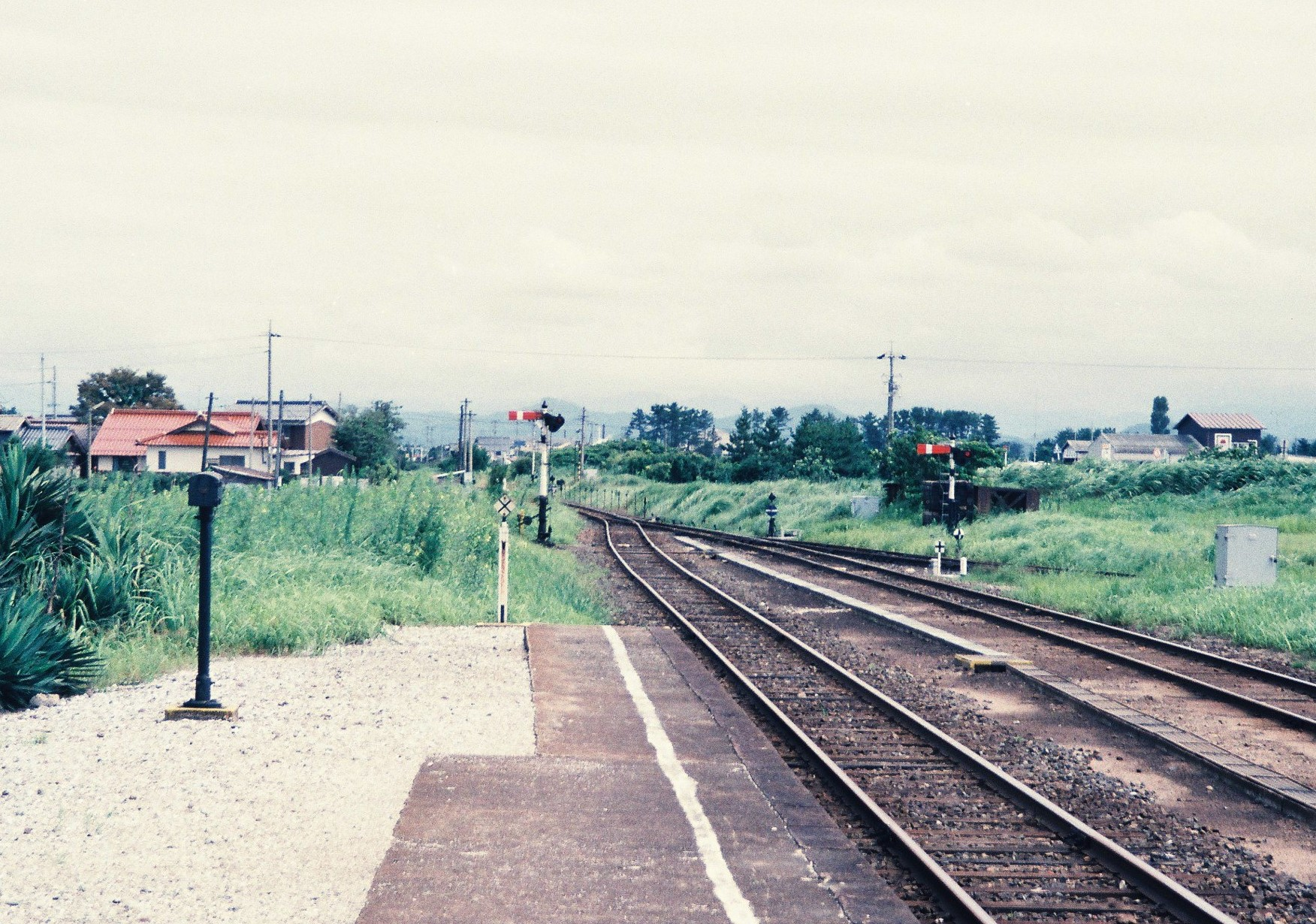
米子空港に近いため背丈が低い、旧大篠津駅の腕木式信号機（1988年7月）
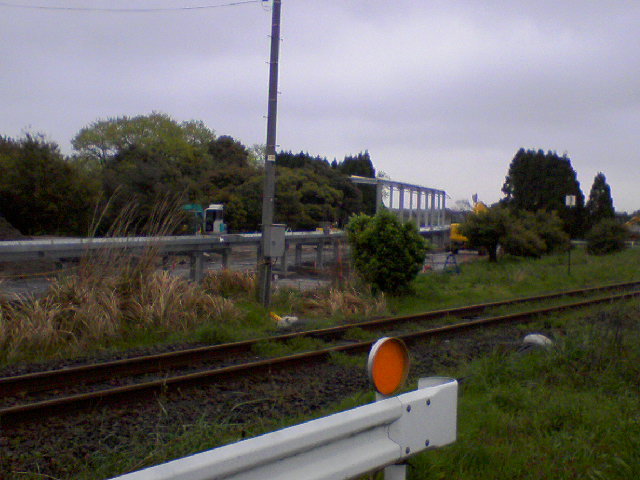
建設中の米子空港駅（2008年4月撮影。手前側の線路は新線切換前の旧線）
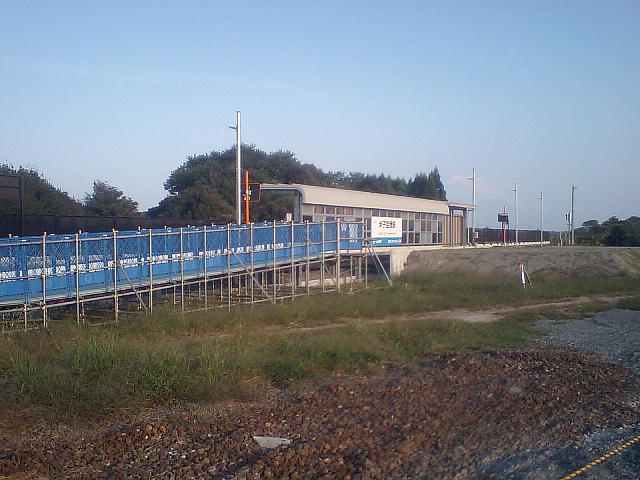
開業直後の駅全景（2008年10月）

## 駅構造
境港方面に向かって左側に単式ホーム1面1線を有する地上駅（停留所）。米子駅管理の無人駅。日本国内の空港駅で無人駅なのは当駅と東北本線の花巻空港駅だけである。駅移転当初は空港ターミナルビルと仮設通路で結ばれていたが、その後の整備工事に伴い、階段とエレベータが併設された屋根付き歩道で結ばれた。40人程度が利用出来る駅待合施設が整備されている。2011年（平成23年）1月、自動券売機が設置された。無人駅にエレベータが併設されているのは、全国的に見ても珍しい。
空港直結駅としては数少ない途中駅である。空港直結駅の途中駅は他にもあるが、単独の空港直結駅で途中駅であるのは当駅のみである。
2017年7月24日からは、米子空港内の案内所でも190円区間（上道駅 - 境港駅間の各駅、弓ケ浜駅）・240円区間（後藤駅 - 米子駅間の各駅）・770円区間（中山口駅、武庫駅、松江駅）の片道乗車券（常備券）を発売している。
移転前の旧: 大篠津駅（北緯35度29分43.8秒 東経133度15分5.3秒 / 北緯35.495500度 東経133.251472度）は地上駅で2面2線の相対式ホームを持っていたが、2008年（平成20年）3月15日のダイヤ改正に伴い、列車は駅舎側の単式ホーム1面1線のみに発着するようになっていた。当駅での列車交換停止に伴い、交換設備は隣の中浜駅に整備された。
旧大篠津駅は現在の米子空港駅同様無人駅だったが、古い駅舎が最後まで残されていた。また、境線ではこの先交換可能駅が無く、特殊自動閉塞方式とスタフ閉塞方式の境界でもあった。
多客期のみ運転される臨時列車の快速みなとライナーも停車する。

## 利用状況
近年の1日平均乗降人員の推移は以下の通り。
| 乗降人員推移                | 乗降人員推移 |
| 年度                        | 1日平均人数  |
| --------------------------- | ------------ |
| 2007年 * 大篠津駅時代の記録 | 4            |
| 2008年                      |              |
| 2009年                      |              |
| 2010年                      |              |
| 2011年                      | 161          |
| 2012年                      | 190          |
| 2013年                      | 231          |
| 2014年                      | 298          |
| 2015年                      | 292          |
| 2016年                      | 284          |
| 2017年                      | 344          |
| 2018年                      | 388          |

## 駅周辺
- 美保飛行場（米子空港）

移転に伴い、米子空港旅客ターミナルから徒歩5分の至近距離となった。途中で交通量の多い道路を横断する必要があるため、エレベータ付きの歩道橋を整備している。空港ターミナルまでの通路は屋根付歩道により結ばれている。
当駅移転前は、隣の中浜駅が米子空港最寄駅（徒歩15分）であり、旧大篠津駅から空港ターミナルまでは空港敷地を迂回するため、それよりも若干の時間を要した。

## その他
- ICOCAの利用履歴について、当駅は「米子空」と表記されている。

## 隣の駅
西日本旅客鉄道（JR西日本）
 境線
大篠津町駅（砂かけばばあ駅） - 米子空港駅（べとべとさん駅） - 中浜駅（牛鬼駅）